# La Reine Pomaré
Pour les articles homonymes, voir Pomare.
Marie Élisabeth Sergent (Paris, 22 février 1825 - Paris, 10 avril 1847,, généralement appelée Lise ou Élise Sergent, est une danseuse et courtisane célèbre des dernières années de la Monarchie de juillet. Elle est surtout connue sous le sobriquet de reine Pomaré, emprunté à la reine de Tahiti Pōmare IV qui défrayait alors l’actualité politique par ses démêlés avec la France (guerre franco-tahitienne sur fond de rivalité avec le Royaume-Uni).

## Biographie

### Enfance et adolescence
Ainée d’une famille de cinq enfants, Élise est la fille de Marie Élisabeth et François Sergent. Par ses parents, elle est liée au monde de la musique et du spectacle : son père est depuis les années 1810 un proche collaborateur de la famille Franconi, tout d’abord chef d’orchestre puis compositeur attitré du Cirque-Olympique. Il dirige et compose pour les Franconi la musique de nombreux mimodrames, tels que L'éléphant du roi de Siam en 1829. Coadministrateur du cirque avec Adolphe Franconi et Ferdinand Laloue à partir de 1830, il quitte ce poste à la suite de la faillite de la société gérante en 1836. La mère d’Élise, écuyère du Cirque-Olympique, est la fille d’Henri Franconi qui est également le parrain de la future « reine Pomaré ».
Élise est placée très tôt dans un pensionnat où elle bénéficie d’une éducation soignée, apprenant le piano, le chant et l’équitation. À l’âge de 15 ans, elle revient habiter chez ses parents, rue du Faubourg-du-Temple. Deux ans plus tard, mise enceinte par un ami de la famille, elle s’enfuit du domicile par peur de la réaction de son père, rendu irascible par ses difficultés financières et pour qui l’honneur familial est plus que sacré.
Elle passe l’hiver 1842-1843 dans des conditions difficiles, logée dans une petite chambre d’hôtel qu’elle occupe gratuitement en échange de travaux domestiques. Affaiblie par le froid et la malnutrition, elle contracte sans doute à ce moment la tuberculose qui l’emportera quelques années plus tard. Son enfant décède quelques mois après sa naissance, au terme d’une « lutte horrible » contre la mort. Très instruite et issue d’un milieu relativement aisé, Élise répugne à travailler « quinze heures par jour pour un morceau de pain ». Elle est donc entraînée dans une vie précaire de lorette, qu’elle partage un moment avec Elvire Bonzé, future partenaire de danse (et rivale) connue sous le nom de Rose Pompon.
La prostitution, dans laquelle elle construit déjà son futur personnage de reine altière, est pourtant très mal vécue : elle projette à plusieurs reprises de se retirer dans un couvent,, et, selon Céleste Mogador, nourrit des idées de suicide malgré une profonde hantise de la mort. Elle commence à fréquenter les bals publics en 1843 et se crée une petite réputation de danseuse à la Grande-Chaumière sous le nom de Rosita.

### La « reine » du bal Mabille

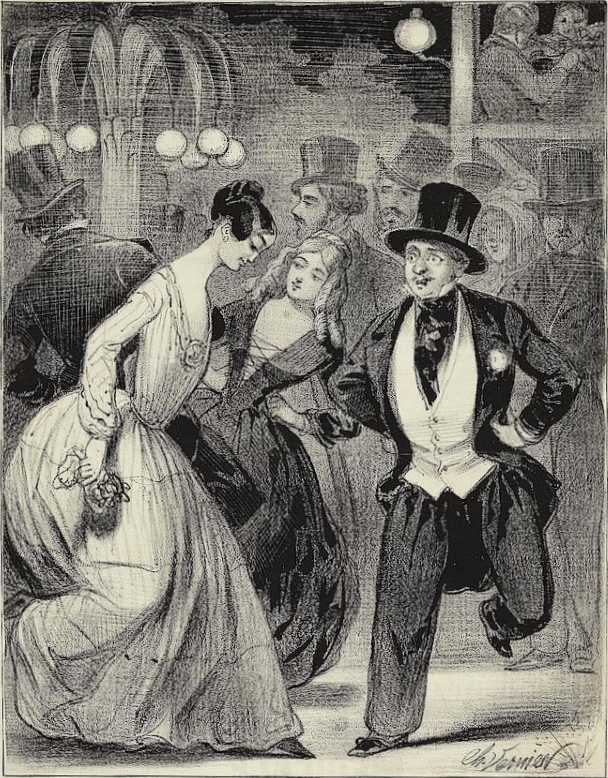
Chez Mabille : Aspect de la Reine Pomaré dans l’un de ses plus gracieux exercices, par Charles Vernier (1844)

En mai 1844, Élise fait sensation au bal Mabille tout juste rénové lors d’une soirée qui la consacre « reine de la polka », la nouvelle danse en vogue dans la capitale. Une exclamation poussée dans le public et reprise par la foule des admirateurs consacre son nouveau surnom de « reine Pomaré ». Son allure pleine de fierté, son teint bistre et son épaisse chevelure noire évoquent l’apparence exotique que l’on prête à la reine thaïtienne. « Elle apporte dans toute sa toilette un goût sauvage qui justifie le nom qu’on lui a donné », note Théophile Gautier.
Ce succès ne se dément pas lors de ses apparitions suivantes et les journaux s’en font l’écho, y compris - et surtout - la presse réputée « sérieuse ». Le journaliste Charles de Boignes ouvre le ban dans le Constitutionnel le 6 juin, suivi notamment  le 26 août par Théophile Gautier qui encense dans la Presse « la polkiste la plus transcendentale qui a jamais frappé du talon le sol battu d’un bal public au feu des lanternes et des étoiles ». Parallèlement, les nombreuses brochures sur les bals publics parisiens publiées en 1844 et 1845 font la part belle au nouveau jardin Mabille et à sa « reine », à la fois reflets d’un succès mérité et des efforts publicitaires intenses fournis par Victor Mabille pour promouvoir son jardin enchanté. « La reine Pomaré, c’est le bal Mabille incarné », écrit le Charivari. Par moquerie, le Tintamarre crée le néologisme Pomareska. Gustave Bourdin lui consacre une brochure illustrée de 63 pages, le Voyage autour de Pomaré, dont Théodore de Banville demande à Nadar d’assurer la promotion.
Au « bal d’été » de Mabille et au « bal d’hiver » du Ranelagh, Élise côtoie des danseurs célébrés pour leur excentricité tels que Brididi, à la fois danseur, mime et équilibriste, Pritchard, pseudonyme emprunté à George Pritchard, le conseiller de la vraie reine Pomaré, ainsi que les polkeuses et, comme elle, demi-mondaines, Rose Pompon, Clara Fontaine et Céleste Mogador.
Une rivalité s’installe entre celle-ci et Pomaré, culminant fin septembre 1844, juste avant la clôture saisonnière du bal, lors d’une soirée où la garde doit séparer les partisans des deux danseuses. Céleste en fait le récit dans ses Mémoires : « Cent voix crièrent : vive Mogador ! On me jeta vingt bouquets dans le cercle où je dansais. Il y eut deux camps. D’un côté, on criait : vive Pomaré ! de l'autre : vive Mogador ! Les gens qui ne comprenaient rien et qui ne saisissaient que le bruit, criaient : vive Pomador ! ». Les deux jeunes femmes finissent par partager le titre de « reine » et lier une amitié qui ne s’interrompra qu’avec la mort de Pomaré. Chez Mabille, elles dansent souvent le quadrille en vis-à-vis.
Assez grande et mince, accentuant son aspect exotique par des costumes fantasques, Élise est davantage louée pour sa danse que pour sa beauté. « Plus jolie que laide », note diplomatiquement Céleste Mogador, elle présente un corps atypique chez les demi-mondaines alors en vogue et un visage fier et ombrageux que beaucoup jugent ingrat - à l’exception notamment de Heinrich Heine. Pour le baudelairiste Jean Ziegler, « ce n’est donc pas à son physique qu’Élise dut sa renommée mais à son entrain de danseuse, peut-être à sa lascivité, à son esprit intarissable de soupeuse du boulevard et aussi à l’audace de l’artiste équestre qu’elle était restée ». Des textes contemporains de la danseuse confirment ce jugement.
Son aura attire les écrivains, les journalistes et les dandys dont beaucoup fréquentent assidument le jardin Mabille. Ceux-ci apprécient l’énergie pétulante de la jeune fille, qui la font comparer à « une bouteille de champagne débouchée ». Ce sont notamment Théophile Gautier, Alphonse Karr, Eugène Sue, Auguste Vitu, Théodore de Banville, Alexandre Privat d'Anglemont et Auguste Romieu. Ces trois derniers lui consacrent des poèmes. Elle croise également, durant l’été 1845, Charles Baudelaire dans son appartement de l’hôtel Pimodan qu’il s’apprête à libérer, et noue probablement une brève liaison avec le poète. Outre par son entrain, c’est par son caractère excentrique et juvénilement provocateur qu’Élise séduit : jonglant avec les calembours et les traits d’esprit parfois salaces, elle n’hésite pas à entonner en public des chansons paillardes pour choquer les « bourgeoises ». Banville la décrit comme « une des figures les plus étranges du temps où nous étions jeunes ». Un soir, les passants des boulevards la voient « vêtue de satin et de dentelles, dramatiquement décolletée, les bras nus », conduisant à grand train une calèche à quatre chevaux louée pour elle par Alfred d'Orsay, alors que le cocher se prélasse dans la voiture.

### Fin de vie

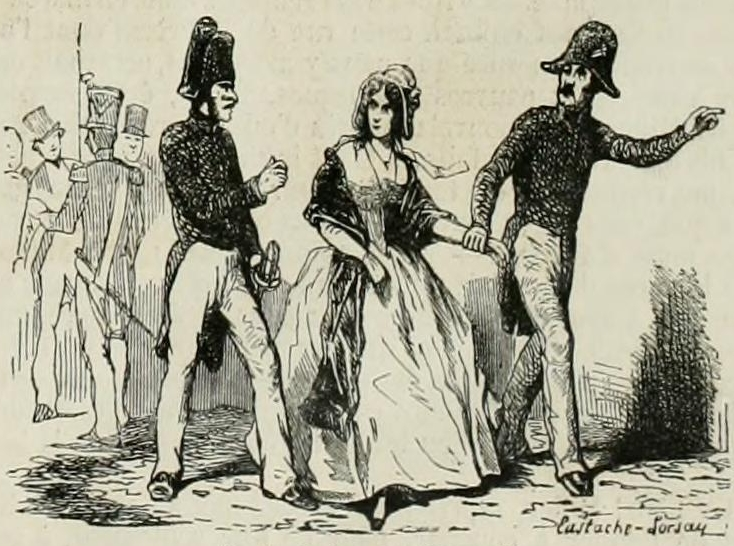
Arrestation d’Élise à la sortie du bal Mabille en mai 1845, par Eustache Lorsay

Début décembre 1844, Élise s’essaie au théâtre mais essuie un échec cuisant dans un spectacle donné au Palais-Royal, La reine Tintamarre, où elle danse la polka. Selon Céleste Mogador, elle aurait été victime d’une cabale. L’échec est sans grande conséquence sur sa popularité, de même qu’une affaire de détournement de plis postaux impliquant son amant, dans laquelle elle est suspectée de complicité, arrêtée à la sortie du bal Mabille le 25 mai 1845, incarcérée pendant 48 heures et finalement mise hors de cause.
Dès ses débuts de danseuse, elle souffre de la tuberculose. Céleste Mogador la montre prise de toux violentes lors de ses pauses au bal Mabille. Souffrance aggravée par la danse, de manière inévitable car celle-ci représente pour elle une nécessité vitale : celle de la courtisane obligée de briller en permanence pour s’attirer les faveurs d’amants fortunés avant que le succès s’estompe, quitte à y consumer toutes ses forces. « Elle meurt parce qu’il faut vivre », résume cruellement Auguste Vitu. Pour Susan Griffin, la maladie et le pressentiment d’une mort prochaine ont pu contribuer à l’envoûtement suscité par sa danse, alternance de fougue et de lascivité, qui aurait uni, « dans toutes les fibres de son corps », la hantise des privations et le désir ardent de dévorer la moindre parcelle de vie entre deux rechutes, désir désespéré de survie « par nature érotique ». Un curieux recueil anonyme de poèmes datant de 1844 et intitulé Les polkeuses témoigne de cette dualité qui imprègne sa danse jusqu’à la morbidité :

« [...] C’est alors une chaude et fougueuse cavale
Dont la crinière au vent se déroule en spirale ;
C’est alors un torrent qui roule impétueux,
Et qui renverse tout dans son cours orageux.
Mais toujours, - chose étrange ! – au milieu de la joie,
Elle garde un sinistre aspect d’oiseau de proie
Elle mêle aux plaisirs un funèbre flambeau,
Aux suaves parfums une odeur de tombeau. »

Élise effectue un séjour de santé à Nice (peut-être précédé par l’Italie) durant l’hiver 1846-1847, au terme d’une année où sa fréquentation des bals s’est nettement raréfiée. Elle fait encore une apparition en février au bal des Variétés, où Théophile Gautier la voit danser « en convalescente, avec des pas langoureux et une nuageuse mélancolie ». Ses derniers jours ne sont connus que par le récit qu’en donne Céleste Mogador. Au cours d’un repas au restaurant des Trois Frères Provençaux, elle s’effondre en voulant participer à une valse, la bouche en sang. Elle est ramenée dans son appartement de la rue d’Amsterdam, qu’elle ne quittera plus. Son protecteur, pourtant fortuné, lui retire tout soutien financier. Comme elle est endettée et n’a aucune ressource propre, son mobilier est saisi. Décédée le 10 avril 1847 à l’âge tout juste atteint de 22 ans, elle est inhumée le lendemain au cimetière de Montmartre.

## Postérité
Élise Sergent aurait pu tomber dans un oubli presque total depuis le siècle dernier sans le témoignage de Céleste Mogador sur celle qu’elle présente comme sa meilleure amie. Céleste rapporte dans ses Mémoires quelques éléments de la vie d’Élise et relate, de son propre point de vue, la rivalité entre les deux « stars » du bal Mabille. Indirectement, Élise est encore un personnage assez connu par ce biais, l’intérêt historique et littéraire suscité par Mogador ne s’étant jamais interrompu (biographies, romans, articles).

### La danseuse

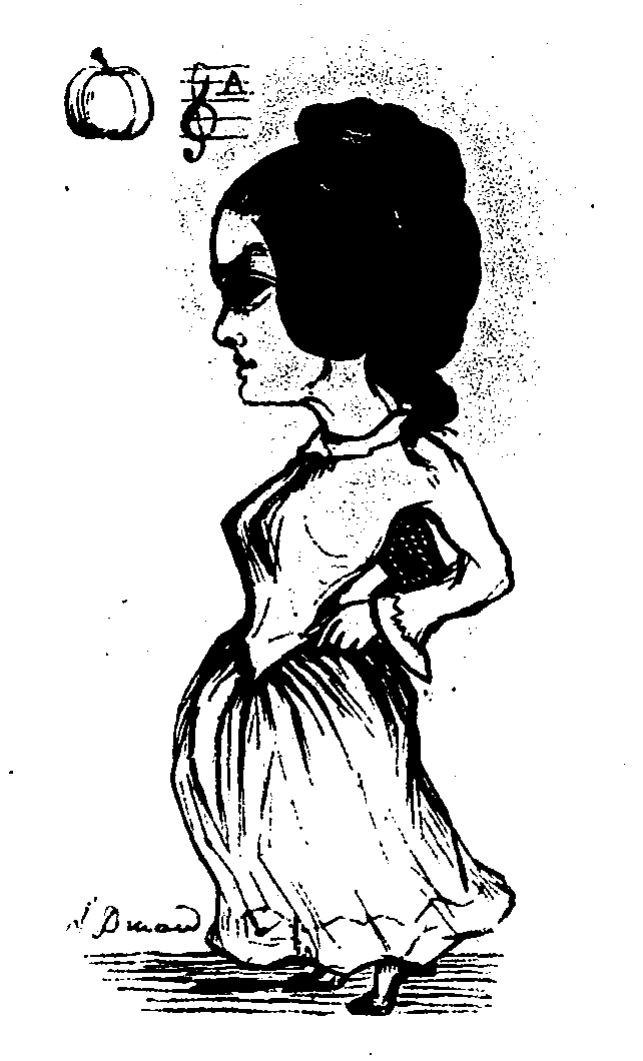
Caricature et mini-rébus par H. Druard (1844)

Le nom de Pomaré est étroitement associé à la polka, danse originaire de Bohême connue à Paris depuis 1840, mais qui ne commence à faire fureur, tout d’abord dans les salons puis dans les bals publics, qu’à partir de février-mars 1844. Si elle n’en est pas l’initiatrice, elle en est incontestablement la première « star » et la première danseuse de bals publics, non professionnelle, qui ait accédé à une véritable célébrité, sanctionnée par la presse. D’autres noms la rejoignent après son triomphe au bal Mabille, notamment ceux de Céleste Mogador et de Clara Fontaine.
Plus simple que la valse et particulièrement animée, la polka se caractérise par sa facilité d’apprentissage, ainsi Mogador rapporte l’avoir apprise en cinq heures sur les instructions du danseur Brididi. Les polkeuses et polkeurs de cette époque ont apporté à la danse de bal une « ivresse transgressive » et une « fureur libératrice des corps », infléchies chez Pomaré par une chorégraphie très personnelle et « habitée », d’essence romantique :

« Celle qu’on appelle la reine Pomaré a, dans la structure de son squelette, une grâce et une énergie étourdissantes. Sa vue serre le cœur sous la plus puissante émotion. Lorsqu’elle valse, parfois elle a l'air de vouloir échapper aux étreintes de son cavalier, mais, dans sa lutte adroitement simulée, la femme ne cesse pas de faire sentir sa présence : sa tête s’incline avec une grâce timide ; le mouvement se ralentit ; elle semble s’avouer vaincue. Tout à coup, elle reprend sa course, et son expression passionnée tient du délire ; puis son front, qu’elle avait penché sur la poitrine de l’homme, se redresse et penche en arrière. La danseuse étend un bras suppliant, comme si elle implorait sa liberté de l’être qui la domine. De nouveau résignée, je la vois, dans sa grâce enfantine, joindre ses deux mains et laisser retomber sa tête sur la poitrine de son antagoniste. Au début de la danse, le port de sa personne est imposant; ses gestes marquent son autorité. Plus tard, elle provoque par l’abandon de ses mouvements. Quelquefois on la dirait fascinée, et alors elle approche lentement de son danseur, les yeux au ciel, dans une sorte d’extase. Voilà la véritable danse. La passion double le mouvement de la vie, et cette activité haletante, fiévreuse, se traduit par des gestes. C’est la danse des almées, des Espagnols, des Italiens ; tandis que la danse française n’est, le plus souvent, qu’une pitoyable sauterie de figures qu’on supposerait de bois. »

— Pierre-Jean David d'Angers, Le Ranelagh

### Poèmes et chansons

#### Banville, Baudelaire, Nadaud

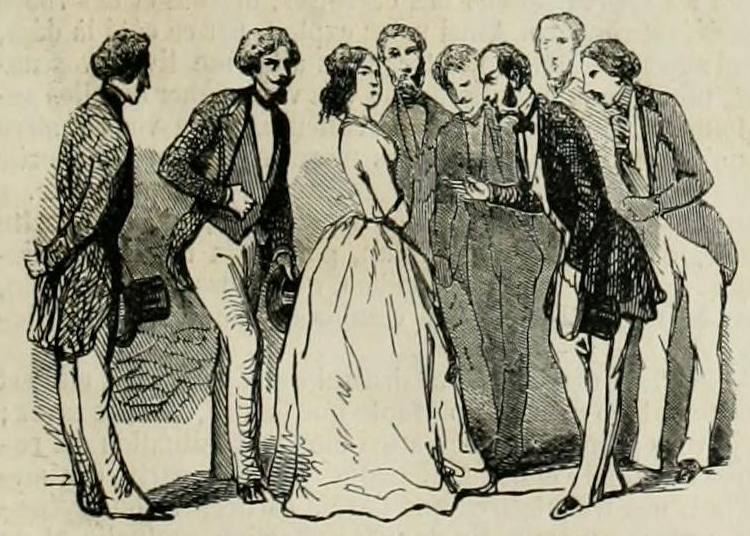
Arrivée de la reine Pomaré au bal Mabille, par Eustache Lorsay (1845)

De nombreux poèmes lui ont été consacrés de son vivant, dont trois signés de Banville, Privat d'Anglemont et Romieu. Gustave Bourdin les reproduit dans sa brochure sur la reine Pomaré, ainsi que plusieurs articles de presse. Élise laisse également quelques empreintes dans l’œuvre de Baudelaire, notamment le poème connu sous le titre Combien dureront nos amours ? et des traits prêtés à la Fanfarlo, dans la nouvelle du même nom écrite en 1847.
Durant la deuxième moitié du XIXe siècle, le surnom de la danseuse était encore très connu en tant qu’emblème d’un « âge d’or » des bals publics et de la polka, celui des années 1840, que la révolution de 1848 avait brusquement balayé. Pomaré, Maria la Polkeuse, Clara Fontaine et Mogador étaient célébrées par une ritournelle très populaire de Gustave Nadaud, Les reines de Mabille, écrite vers 1860 dans un registre assez leste regretté d’ailleurs plus tard par le chansonnier :  

« Pomaré, Maria
Mogador et Clara,
À mes yeux enchantés
Apparaissez, belles divinités. [...] »

#### Heinrich Heine
Heinrich Heine voit Élise danser au bal Mabille en 1844 lors de son exil à Paris. Elle lui inspire un cycle de quatre poèmes (92 vers) intitulé Pomare, écrit en deux temps : les trois premiers en 1844-1845, et le dernier en 1851. L’ensemble, publié dans Romanzero, est considéré comme l’une des pièces les plus abouties de Heine sur la danse.
Le premier poème présente l’entrée de Pomaré sur la piste de Mabille dans sa majesté érotique et sauvage opposée à celle « missionarisée » de la reine thaïtienne : « Tous les dieux de l’amour jubilent dans mon cœur et sonnent la fanfare et crient : Salut ! Salut à la reine Pomaré ! »
Dans le deuxième poème, la danse de Pomaré entraîne le spectateur dans un vertige hallucinatoire où la polkeuse lui semble littéralement sortir de sa peau, pivote sur elle-même, et, les bras tendus, se fond dans l’image biblique de Salomé, la fille d’Hérodiade, dont « l’œil étincelle comme des éclairs de mort » ; le poète-spectateur lui-même, mis hors de soi par cette vision, se réincarne en Hérode, prêt à ordonner la décapitation de Jean le Baptiste :

« Sie tanzt mich rasend – ich werde toll –

Sprich, Weib, was ich dir schenken soll ?

Du lächelst ? Heda ! Trabanten ! Läufer !

Man schlage ab das Haupt dem Täufer ! »

(« Elle danse à me rendre enragé - je deviens fou - Parle, femme, que dois-je t’offrir ? Tu souris ? Holà ! Gardes ! Coureurs ! Que l’on tranche la tête du baptiseur ! »)
Le troisième poème dépeint avec une ironie grinçante la fin attendue d’une Pomaré déchue, menée, par les mêmes chevaux qui la conduisaient triomphalement sur les boulevards, vers l’hôpital où une mort « horrible » mettra fin à sa détresse. Pomaré réduite à la matérialité de son corps inerte s’y fait disséquer par un carabin. Le poème final, ajouté par Heine en 1851 après avoir appris le décès de la danseuse, décrit sa fin réelle et son enterrement (sans doute imaginaire, l’auteur étant alors immobilisé par la maladie), avec comme seul cortège son chien et son coiffeur : « pauvre reine du sarcasme, avec ton diadème de fange, te voilà sauvée par Dieu, bonté divine, tu es morte ! Comme la mère, le père t'a prise en pitié, et je crois qu’il l’a fait car toi aussi tu as beaucoup aimé ».

### Romans

#### Eugène Sue
Eugène Sue, qui côtoie Élise au printemps-été 1844 chez Mabille et dans des soupers mondains, s’inspire de la danseuse pour créer le profil de Céphyse Soliveau alias la reine Bacchanal,, personnage du roman Le Juif errant dont la publication en feuilleton démarre en juin dans le Constitutionnel. Élise sous les traits de son double fictif y incarne, avec son amie Rose Pompon, la joie de vivre débridée opposée à l’ordre moral ascétique et liberticide que les jésuites cherchent à instaurer :

« Céphyse, devenue l’idole d’un monde de grisettes, d’étudiants et de commis, acquit une telle réputation dans les bals des barrières par son caractère décidé, par son esprit vraiment original, par son ardeur infatigable pour tous les plaisirs, et surtout par sa gaieté folle et tapageuse, qu’elle fut unanimement surnommée la Reine Bacchanal, et
elle se montra de tous points digne de cette étourdissante royauté. »

Eugène Sue glisse non sans humour dans cette fiction se déroulant en 1832 des clins d’œil au Paris festif de 1844, par exemple à la fameuse rivalité entre Pomaré et Mogador. À la vue de la reine Bacchanal trônant lors du carnaval en calèche entourée de sa « cour » bariolée et fantasque, une certaine Céleste rumine ainsi sa jalousie : « – Jalouse ! moi ? Ah ! par exemple... Si je voulais être aussi effrontée qu’elle, on parlerait de moi tout autant... Après tout, qu’est-ce qui fait sa réputation ? C’est qu’elle a un sobriquet ».
Élise inspire également le personnage de Pradeline dans Les mystères du peuple, jeune fille brune, vive et rieuse surnommée ainsi « parce que dans les soupers, dont elle était l’âme et souvent la reine, elle improvisait sur tout sujet des chansons que n’eût sans doute pas avouées le célèbre improvisateur dont elle portait le nom féminisé, mais qui du moins ne manquaient ni d’à-propos ni de gaieté ».

#### Émile Zola

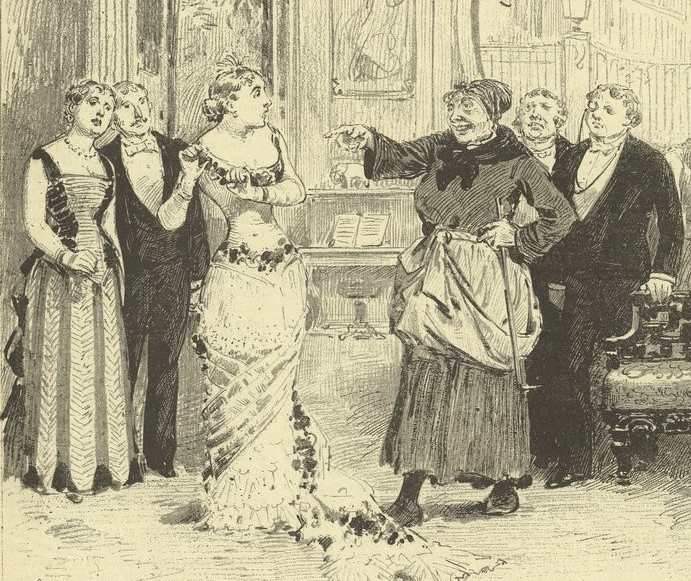
L’ex-reine Pomaré menaçant Nana dans le drame de Busnach (détail), par Adrien Marie

La reine Pomaré fait une incursion rapide et silencieuse dans le roman Nana d’Émile Zola. L’auteur y commet une erreur inhabituelle en montrant la courtisane toujours vivante à la fin du Second Empire, période où se déroule le récit, alors qu’elle est morte vingt ans auparavant. Au chapitre 10, Nana et son amante Satin observent de leur fenêtre l’ancienne reine du Tout-Paris devenue chiffonnière, réduite à l’état de loque humaine préfigurant un devenir possible de la demi-mondaine : « C’était, dans ce paquet de haillons, sous un foulard en loques, une face bleuie, couturée, avec le trou édenté de la bouche et les meurtrissures enflammées des yeux ».
L’erreur de Zola peut s’expliquer par la discrétion qui avait entouré le décès de la danseuse, passé presque inaperçu en 1847, et par son ignorance probable des Mémoires de Mogador. Cette ignorance largement partagée de la fin réelle de Pomaré avait nourri à son propos le stéréotype de la courtisane déchue, finissant sa vie misérable et oubliée de tous. Deux décès imaginaires de cette sorte avaient été successivement annoncés par la presse en 1869 et en 1873, avant l’écriture du roman.
Cette erreur est reproduite par l’adaptation théâtrale qu’en fait William Busnach. Elle est même amplifiée car un bref rôle est attribué à la chiffonnière Pomaré dans la scène XII du troisième acte, où celle-ci entonne notamment le premier couplet de la chanson de Nadaud. Céleste Mogador, assistant à une représentation du drame en 1881, proteste par un coup de sifflet et se plaint par écrit au journal Le Siècle. En 1904, à l’occasion d’une nouvelle représentation, elle intervient dans la presse pour rétablir la vérité et raconte en détail les derniers jours de son amie tels qu’elle les avait vécus.